# Ghibelliner
Ghibelliner (gibelliner, italienska Ghibellini) var under högmedeltiden det kejsartrogna partiet i Italien. Ghibellinernas motståndare var de påvetrogna guelferna (gvelferna).
Ghibellinernas namn kommer troligen från namnet på den hohenstaufiske kejsaren Konrad III:s borg, Waiblingen och betecknade ursprungligen huset Hohenstaufens anhängare under inbördeskrigen i Tyskland under 1100- och 1200-talen. I början av 1200-talet övergick partibeteckningarna från Tyskland till Italien, där ghibellinerna blev beteckningen på anhängarna av en stark och centraliserad riksregering, representerad av den romerske kejsaren.

## Stadsstaternas lojalitet
| Ghibelliner                                                                                       | Guelfer                                                                                             | Skiftande                                                                                            |
| ------------------------------------------------------------------------------------------------- | --------------------------------------------------------------------------------------------------- | --- |
| Arezzo Como Fabriano Foligno Forlì Grosseto Mantua Modena Pavia Pisa Pistoia Spoleto Terni Urbino | Alessandria Ancona Aquila Bologna Brescia Crema Cremona Faenza Florens Lecco Milano Orvieto Perugia | Asti Bergamo Ferrara Genua Gubbio Lodi Lucca Padua Parma Piacenza Prato Siena Treviso Verona Vicenza |